# Lothar Buchmann
Lothar Buchmann (Breslau, Alemania nazi; 15 de agosto de 1936-Reichelsheim, Alemania; 21 de noviembre de 2023) fue un jugador y entrenador de fútbol alemán que jugó en la posición de delantero.

## Carrera

### Jugador
| Periodo   | Club                    |
| --------- | ----------------------- |
| 1955-1960 | 1. FSV Mainz 05         |
| 1960-1963 | Eintracht Bad Kreuznach |
| 1963–1966 | Wormatia Worms          |
| 1966–1974 | VfR Bürstadt            |

### Entrenador
| Periodo   | Club                    |
| --------- | ----------------------- |
| 1974–1976 | VfR Bürstadt            |
| 1976–1979 | SV Darmstadt 98         |
| 1979–1980 | VfB Stuttgart           |
| 1980–1982 | Eintracht Frankfurt     |
| 1982–1984 | Kickers Offenbach       |
| 1984–1985 | VfR Bürstadt            |
| 1985–1986 | Karlsruher SC           |
| 1986–1987 | Viktoria Aschaffenburg  |
| 1988      | Rot-Weiss Essen         |
| 1989      | LASK Linz               |
| 1989–1992 | SG Egelsbach            |
| 1992–1994 | Kickers Offenbach       |
| 1994–1995 | Eintracht Bad Kreuznach |
| 1996–1998 | Darmstadt 98            |
| 1999      | DJK Waldberg            |
| 2001–2005 | FC Ober-Ramstadt        |
| 2005–2006 | Germania Ober-Roden     |
| 2006–2008 | SV 1910 Weiterstadt     |
| 2009–2010 | SV Winterkasten         |
| 2010      | FC Bursa Darmstadt      |
| 2011–2012 | FC 07 Bensheim          |
| 2012      | TSV Nieder-Ramstadt     |
| 2012–2013 | SKG Ober-Beerbach       |
| 2013      | FSV Schneppenhausen     |
| 2013–2014 | FC 07 Bensheim          |

## Logros
- Copa de Alemania (1): 1980/81